# Gare de Shin-Koshigaya
La gare de Shin-Koshigaya (新越谷駅, Shin-Koshigaya-eki) est une gare ferroviaire de la ville de Koshigaya, dans la préfecture de Saitama au Japon. La gare est gérée par la compagnie Tōbu.

## Situation ferroviaire
La gare de Shin-Koshigaya est située au point kilométrique (PK) 22,9 de la ligne Tōbu Skytree.

## Histoire
La gare de Shin-Koshigaya a été inaugurée le 23 juillet 1974.

## Services des voyageurs

### Accueil
La gare dispose d'un bâtiment voyageurs, avec guichet, ouvert tous les jours.

### Desserte
- Ligne Tōbu Skytree :
  - voie 1 : direction Kita-Senju, Oshiage (interconnexion avec la ligne Hanzōmon pour Shibuya) et Asakusa ;
  - voie 2 : direction Kita-Senju (interconnexion avec la ligne Hibiya pour Naka-Meguro) et Asakusa ;
  - voie 3 : direction Kasukabe, Tōbu-dōbutsu-kōen et Minami-Kurihashi ;
  - voie 4 : direction Kasukabe, Tōbu-dōbutsu-kōen, Kuki et Minami-Kurihashi.

### Intermodalité
La gare de Minami-Koshigaya de la ligne Musashino est située à proximité immédiate.